# Pritha zebrata
Pritha zebrata is een spinnensoort in de taxonomische indeling van de spleetwevers (Filistatidae).
Het dier behoort tot het geslacht Pritha. De wetenschappelijke naam van de soort werd voor het eerst geldig gepubliceerd in 1895 door Tord Tamerlan Teodor Thorell.